# Alénya
Alénya (på Catalansk: Alenyà) er en by og kommune i departementet Pyrénées-Orientales i Sydfrankrig.

## Geografi
Alénya ligger på Roussillon-sletten 5 km nord for Elne og 16 km syd for Perpignan centrum. Andre nabobyer er mod vest Corneilla-del-Vercol (4 km) og Théza (3 km), mod nordvest Saleilles(4 km ), mod nord Saint-Nazaire og mod sydøst Saint-Cyprien (3 km).

## Historie
Byen nævnes første gang i 904 på en liste over biskoppen af Elnes besiddelser under navnet Alignanum. Andre tidlige former var Alanianum og Alanius. Navnet er afledt af enten Alanius eller Hellenius. Alanius er afledt af ala, det catalanske ord for vinge, og en sådan er da også afbíldet på byens våbenskjold.
Alénya var længe kun en lille ubetydelig landsby. Kirken blev først bygget i 1214, hvilket var langt senere end i de omkringliggende byer.
I det 14. århundrede tilhørte byen vicegreven af Canet, men havde sin egen seigneur (herremand), som kom fra familierne Alenyà, Despuig, Desvivers, Sagarriga og Caramany.
I 1593 blev den nuværende kirke bygget som erstatning for den gamle.

## Demografi

### Udvikling i folketal
| 1962                                                              | 1968 | 1975  | 1982  | 1990  | 1999  | 2006 | 2013 | 2017 |
| ----------------------------------------------------------------- | ---- | ----- | ----- | ----- | ----- | ---- | ---- | ---- |
| 695                                                               | 678  | 1.006 | 1.211 | 1.562 | 2.318 | 2780 | 3358 | 3601 |
| Tal fra og med 1962 er uden dobbelttælling (sans doubles comptes) |      |       |       |       |       |      |      |      |